# Rainier Fog (canção)
"Rainier Fog" é uma canção da banda de rock Americana Alice in Chains e o quarto single do sexto álbum de estúdio da banda, Rainier Fog, lançado em 24 de agosto de 2018. Composta pelo vocalista e guitarrista Jerry Cantrell, a canção é uma homenagem a cena musical de Seattle e também aos falecidos integrantes da banda, Layne Staley e Mike Starr, e o título foi inspirado no Monte Rainier, um vulcão que pode ser avistado na cidade de Seattle. Trechos da canção estão escritos de cabeça para baixo na capa do álbum de mesmo nome. A letra completa de "Rainier Fog" está esculpida na parte de baixo do pedal Dunlop Cry Baby Wah assinatura de Jerry Cantrell, lançado em abril de 2019. O single foi lançado via lyric video no YouTube em 26 de fevereiro de 2019.

## Origem
A demo original de "Rainier Fog" foi gravada na casa do vocalista/guitarrista Jerry Cantrell em Los Angeles. O baixista do Guns N' Roses, Duff McKagan, ajudou Cantrell tocando baixo na canção. McKagan adorou o riff e disse para Cantrell que este era o seu primeiro single, apesar da canção ainda não ter letra.
Cantrell disse à revista Classic Rock que o trecho "Left me here so all alone, only for me to find/Hear your voice on waves we rode, echoes inside my mind/Disembodied just a trace of what it was like then/With you here we shared a space that's always half-empty" é sobre os falecidos integrantes do Alice in Chains, Layne Staley e Mike Starr. Ambos morreram de overdose, em 2002 e 2011, respectivamente. Este mesmo trecho está destacado na capa do álbum de cabeça para baixo. Cantrell disse sobre o trecho em questão:
Aquele é o Layne. Aquele é o Layne e o Mike. Senhor Staley e Senhor Starr. Eles ainda estão conosco. Eu comecei a escrever, e acabou sendo sobre de onde viemos e quem somos. Honrando a cidade natal, todos os músicos que estão aqui e que já se foram, e tudo isso. É uma reflexão pessoal sobre uma vida vivida. Mas não apenas por cima do ombro - olhando para frente também. Estando muito orgulhoso e honrado por ainda estar fazendo isso. Duff McKagan gravou [a canção] comigo e disse: 'Esse é seu single, cara!' Eu espero que seja um.

## Videoclipe
Em 13 de dezembro de 2018, o teaser trailer do filme Black Antenna ao som da canção "Rainier Fog" foi publicado no canal oficial do Alice in Chains no YouTube. O filme terá todas as 10 canções do álbum Rainier Fog na trilha sonora, e todas as faixas terão videoclipes usando cenas do filme.
Em 7 de março de 2019, o videoclipe de "Rainier Fog" foi lançado no canal oficial do Alice in Chains no YouTube. Dirigido por Adam Mason, o vídeo continua a história que começou no videoclipe do primeiro single do álbum, "The One You Know". O clipe de "Rainier Fog" é o segundo episódio da web-série de ficção científica Black Antenna, que conta a história de pai e filha alienígenas que dirigem pela California em silêncio, conversando apenas telepaticamente. No caminho, a filha seduz e rouba homens para ajudar o pai a construir uma antena para que eles possam se comunicar com o povo do planeta deles. Ao mesmo tempo, eles estão sendo perseguidos por forças malígnas que querem matá-los. Escrito por Adam Mason e Paul Sloan, o vídeo é estrelado por Sloan, Viktoriya Dov e Eric Michael Cole.
A continuação de "Rainier Fog" é o videoclipe de "Red Giant", lançado em 21 de março de 2019.

## Créditos
- Jerry Cantrell – Vocais, guitarra solo
- William DuVall – Vocais, guitarra rítmica
- Mike Inez – Baixo
- Sean Kinney – Bateria

## Desempenho nas tabelas musicais
| Tabela (2019)                                    | Melhor posição |
| ------------------------------------------------ | -------------- |
| Estados Unidos (Billboard Mainstream Rock Songs) | 20             |